# Druccy-Pryhabscy

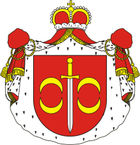
herb Druck

Druccy-Pryhabscy (także tylko Pryhabscy a według Józefa Wolffa - Druccy-Prichabscy) – ród kniaziowski (książęcy) pochodzenia litewskiego, będący gałęzią kniaziów Druckich, biorący swe nazwisko od miejscowości Pryhaby (vel Prichaby), leżącej w Powiecie Orszańskim (na północ od Smolan) i położonej niedaleko Drucka, w którym Pryhabscy, podobnie jak inni kniaziowie idący od Druckich, posiadali swoje udziały..
Za protoplastę rodu można uznać kniazia Konstantego Iwanowicza, syna kniazia Iwana "Baby" Druckiego, który dzierżył Pryhaby i sprawował urząd czasznika u księżnej Witoldowej (żony wielkiego księcia litewskiego Witolda). Ród wygasł już w trzecim pokoleniu na wnukach wspomnianego Konstantego. Ostatnią jego przedstawicielką była księżniczka Maryna, żona kniazia Włodzimierza Druckiego-Horskiego, która w 1559 r. zapisała Pryhaby swojemu siostrzeńcowi, Stanisławowi Hamszejewiczowi.